# Blokowisko (geologia)
Blokowisko – niezlityfikowana (luźna) skała okruchowa zbudowana w przeważającej liczbie z bloków skalnych oraz w mniejszej liczbie z gruzu. Po cementacji blokowisko przechodzi w brekcję.
Blokowiska powstają najczęściej wskutek wietrzenia fizycznego skał przez zamróz na lodowcach albo na pustyniach. Przykładem blokowisk z terenu Polski są gołoborza występujące w najwyższych partiach Gór Świętokrzyskich oraz w Karkonoszach (na stokach Śnieżki).